# Deir al-Fardis
Dayr al-Fardis (tiếng Ả Rập: دير الفرديس, đã Latinh hoá: Dayr al-Fureidīs hoặc Deir Ferdes (tiếng tiếng Thổ Nhĩ Kỳ: Dir Firdis, tiếng Ả Rập: ديرفرديس, đã Latinh hoá: Dīr Fīrdīs) là một thị trấn ở phía tây bắc Syria, một phần hành chính của Tỉnh Hama, phía tây nam Hama. Các địa phương lân cận bao gồm Kafr Buhum ở phía đông bắc, Tumin và al-Rastan ở phía đông nam và Houla ở phía tây nam. Theo Cục Thống kê Trung ương, nó có dân số 5,890 trong cuộc điều tra dân số năm 2004. Cư dân của nó chủ yếu là người Hồi giáo Sunni.
Trong thời kỳ Byzantine, cư dân của Deir al-Fardis chậm chuyển đổi sang Cơ đốc giáo, cuối cùng trở thành Kitô hữu vào những năm 540. Vào năm 1829, vào cuối thời Ottoman, ngôi làng là một phần của sanjak ("quận") của Hama, và bao gồm 25 fedex. Nó đã trả 2.640 qirsh tiền thuế cho kho bạc.